# Гібасувка (Підляське воєводство)
Гібасувка (пол. Gibasówka) — село в Польщі, у гміні Гіби Сейненського повіту Підляського воєводства.
Населення — 328 осіб (2011).
У 1975-1998 роках село належало до Сувальського воєводства.

## Демографія
Демографічна структура станом на 31 березня 2011 року:
|          | Загалом | Допрацездатний вік | Працездатний вік | Постпрацездатний вік |
| -------- | ------- | ------------------ | ---------------- | -------------------- |
| Чоловіки | 157     | 24                 | 115              | 18                   |
| Жінки    | 171     | 34                 | 94               | 43                   |
| Разом    | 328     | 58                 | 209              | 61                   |